# Juryj Kendyš
Juryj Iharavič Kendyš (in bielorusso Юрый Ігаравіч Кендыш?; Yury Kendysh secondo la traslitterazione anglosassone; Minsk, 10 giugno 1990) è un calciatore bielorusso, centrocampista dello Žalgiris.

## Statistiche

### Presenze e reti nei club
Statistiche aggiornate al 12 novembre 2023.
| Stagione                 | Squadra                  | Campionato               | Campionato | Campionato | Coppe nazionali | Coppe nazionali | Coppe nazionali | Coppe continentali | Coppe continentali | Coppe continentali | Altre coppe | Altre coppe | Altre coppe | Totale | Totale |
| Stagione                 | Squadra                  | Comp                     | Pres       | Reti       | Comp            | Pres            | Reti            | Comp               | Pres               | Reti               | Comp        | Pres        | Reti        | Pres   | Reti   |
| ------------------------ | ------------------------ | ------------------------ | ---------- | ---------- | --------------- | --------------- | --------------- | ------------------ | ------------------ | ------------------ | ----------- | ----------- | ----------- | ------ | ------ |
| 2014                     | Trakai                   | A                        | 34         | 4          | CL              | 1               | 0               | -                  | -                  | -                  | -           | -           | -           | 35     | 4      |
| 2015                     | Žalgiris                 | A                        | 31         | 6          | CL+CL           | 3+2             | 1+0             | UCL                | 2                  | 0                  | -           | -           | -           | 38     | 7      |
| 2016                     | BATĖ Borisov             | VL                       | 23         | 3          | KB              | 3               | 0               | UCL+UEL            | 4+2                | 1+0                | SB          | 1           | 0           | 33     | 4      |
| gen.-ago. 2017           | BATĖ Borisov             | VL                       | 18         | 0          | KB              | 6               | 0               | UCL+UEL            | 3+1                | 0                  | SB          | 1           | 0           | 29     | 0      |
| Totale BATĖ Borisov      | Totale BATĖ Borisov      | Totale BATĖ Borisov      | 41         | 3          |                 | 9               | 0               |                    | 10                 | 1                  |             | 2           | 0           | 62     | 4      |
| 2017                     | Sheriff Tiraspol         | DN                       | 7          | 2          | CM              | 1               | 0               | UEL                | 6                  | 0                  | -           | -           | -           | 14     | 2      |
| 2018                     | Sheriff Tiraspol         | DN                       | 18         | 2          | CM              | 4               | 0               | UCL+UEL            | 4+3                | 0                  | -           | -           | -           | 29     | 2      |
| 2019                     | Sheriff Tiraspol         | DN                       | 25         | 13         | CM              | 2               | 2               | UCL+UEL            | 2+4                | 0+1                | SM          | 1           | 0           | 34     | 16     |
| Totale Sheriff Tiraspol  | Totale Sheriff Tiraspol  | Totale Sheriff Tiraspol  | 50         | 17         |                 | 7               | 2               |                    | 19                 | 1                  |             | 1           | 0           | 77     | 20     |
| 2020                     | Šachcër Salihorsk        | VL                       | 24         | 4          | KB+KB           | 4+5             | 2+1             | UEL                | 1                  | 0                  | SB          | 1           | 0           | 35     | 7      |
| 2021                     | Šachcër Salihorsk        | VL                       | 20         | 3          | KB              | 1               | 0               | UCL+UECL           | 2+2                | 0                  | SB          | 1           | 0           | 26     | 3      |
| Totale Šachcër Salihorsk | Totale Šachcër Salihorsk | Totale Šachcër Salihorsk | 44         | 7          |                 | 10              | 3               |                    | 5                  | 0                  |             | 2           | 0           | 61     | 10     |
| 2022                     | Riga FC                  | VL                       | 31         | 6          | CL              | 1               | 0               | UECL               | 5                  | 0                  | -           | -           | -           | 37     | 6      |
| 2023                     | Žalgiris                 | A                        | 24         | 4          | CL              | 2               | 0               | UCL+UEL+UECL       | 4+2                | 1+0+0              | SL          | -           | -           | 34     | 5      |
| Totale Žalgiris          | Totale Žalgiris          | Totale Žalgiris          | 55         | 10         |                 | 7               | 1               |                    | 10                 | 1                  |             | -           | -           | 72     | 12     |
| Totale carriera          | Totale carriera          | Totale carriera          | 255        | 47         |                 | 35              | 6               |                    | 49                 | 3                  |             | 5           | 0           | 344    | 56     |

### Cronologia presenze e reti in nazionale
| Cronologia completa delle presenze e delle reti in nazionale ― Bielorussia | Cronologia completa delle presenze e delle reti in nazionale ― Bielorussia | Cronologia completa delle presenze e delle reti in nazionale ― Bielorussia | Cronologia completa delle presenze e delle reti in nazionale ― Bielorussia | Cronologia completa delle presenze e delle reti in nazionale ― Bielorussia | Cronologia completa delle presenze e delle reti in nazionale ― Bielorussia | Cronologia completa delle presenze e delle reti in nazionale ― Bielorussia | Cronologia completa delle presenze e delle reti in nazionale ― Bielorussia |
| Data                                                                       | Città                                                                      | In casa                                                                    | Risultato                                                                  | Ospiti                                                                     | Competizione                                                               | Reti                                                                       | Note                                                                       |
| -------------------------------------------------------------------------- | -------------------------------------------------------------------------- | -------------------------------------------------------------------------- | -------------------------------------------------------------------------- | -------------------------------------------------------------------------- | -------------------------------------------------------------------------- | -------------------------------------------------------------------------- | -------------------------------------------------------------------------- |
| 9-11-2016                                                                  | Atene                                                                      | Grecia                                                                     | 0 – 1                                                                      | Bielorussia                                                                | Amichevole                                                                 | -                                                                          | 62’                                                                        |
| 13-11-2016                                                                 | Sofia                                                                      | Bulgaria                                                                   | 1 – 0                                                                      | Bielorussia                                                                | Qual. Mondiali 2018                                                        | -                                                                          | 80’                                                                        |
| 28-3-2017                                                                  | Skopje                                                                     | Macedonia                                                                  | 3 – 0                                                                      | Bielorussia                                                                | Amichevole                                                                 | -                                                                          | 71’                                                                        |
| 23-3-2018                                                                  | Baku                                                                       | Azerbaigian                                                                | 0 – 1                                                                      | Bielorussia                                                                | Amichevole                                                                 | -                                                                          | 70’                                                                        |
| 27-3-2018                                                                  | Lubiana                                                                    | Slovenia                                                                   | 0 – 2                                                                      | Bielorussia                                                                | Amichevole                                                                 | -                                                                          | 45+2’                                                                      |
| 11-9-2018                                                                  | Chișinău                                                                   | Moldavia                                                                   | 0 – 0                                                                      | Bielorussia                                                                | UEFA Nations League 2018-2019 - 1º turno                                   | -                                                                          | 77’                                                                        |
| 12-10-2018                                                                 | Minsk                                                                      | Bielorussia                                                                | 1 – 0                                                                      | Lussemburgo                                                                | UEFA Nations League 2018-2019 - 1º turno                                   | -                                                                          | 75’                                                                        |
| 15-10-2018                                                                 | Minsk                                                                      | Bielorussia                                                                | 0 – 0                                                                      | Moldavia                                                                   | UEFA Nations League 2018-2019 - 1º turno                                   | -                                                                          | 24’ 77’                                                                    |
| 23-2-2020                                                                  | Sharja                                                                     | Uzbekistan                                                                 | 0 – 1                                                                      | Bielorussia                                                                | Amichevole                                                                 | -                                                                          | 73’                                                                        |
| 11-11-2020                                                                 | Ploiești                                                                   | Romania                                                                    | 5 – 3                                                                      | Bielorussia                                                                | Amichevole                                                                 | 1                                                                          |                                                                            |
| 15-11-2020                                                                 | Minsk                                                                      | Bielorussia                                                                | 2 – 0                                                                      | Lituania                                                                   | UEFA Nations League 2020-2021 - 1º turno                                   | -                                                                          | 58’                                                                        |
| 18-11-2020                                                                 | Tirana                                                                     | Albania                                                                    | 3 – 2                                                                      | Bielorussia                                                                | UEFA Nations League 2020-2021 - 1º turno                                   | -                                                                          | 63’                                                                        |
| 24-3-2021                                                                  | Minsk                                                                      | Bielorussia                                                                | 1 – 1                                                                      | Honduras                                                                   | Amichevole                                                                 | -                                                                          | 73’                                                                        |
| 27-3-2021                                                                  | Minsk                                                                      | Bielorussia                                                                | 4 – 2                                                                      | Estonia                                                                    | Qual. Mondiali 2022                                                        | 1                                                                          | 18’ 87’                                                                    |
| 30-3-2021                                                                  | Lovanio                                                                    | Belgio                                                                     | 8 – 0                                                                      | Bielorussia                                                                | Qual. Mondiali 2022                                                        | -                                                                          | 87’                                                                        |
| Totale                                                                     |                                                                            | Presenze                                                                   | 15                                                                         |                                                                            | Reti                                                                       | 2                                                                          |                                                                            |

## Palmarès

### Club

#### Competizioni nazionali
- Coppa di Lituania: 1

Žalgiris: 2014-2015
- Campionato lituano: 1

Žalgiris: 2015
- Campionato bielorusso: 3

BATĖ Borisov: 2016
Šachcër Salihorsk: 2020, 2021
- Supercoppa di Bielorussia: 2

BATĖ Borisov: 2016, 2017
Šachcër Salihorsk: 2021
- Campionato moldavo: 3

Sheriff Tiraspol: 2017, 2018, 2019
- Coppa di Moldavia: 1

Sheriff Tiraspol: 2018-2019

### Individuale
- Capocannoniere del campionato moldavo: 1

2019 (13 reti)